# Psychoda flexistyla
Psychoda flexistyla är en tvåvingeart som beskrevs av Satchell 1955. Psychoda flexistyla ingår i släktet Psychoda och familjen fjärilsmyggor.
Artens utbredningsområde är Kongo. Inga underarter finns listade i Catalogue of Life.